# Eugenio Ventura
Eugenio Ventura (Nocera Terinese, 26 marzo 1846 – Nocera Terinese, 11 giugno 1912) è stato un politico e avvocato italiano.